# Alireza Akbari
Alireza Akbari (21 de octubre de 1961-14 de enero de 2023) fue un político británicoiraní, viceministro de Defensa de Irán de 2000 a 2005 bajo el mando del general Ali Shamkhani, durante la presidencia del reformista Mohammad Jatamí. 
Fue arrestado en 2019 mientras viajaba desde el Reino Unido a Irán y sentenciado a muerte por cargos que incluyen Mofsed-e-filarz (una palabra persa que se traduce como "corrupción en la Tierra"), derivado de las acusaciones de que Akbari cometió espionaje en nombre de la agencia de inteligencia del Reino Unido, MI6. Akbari y su familia negaron los cargos de espionaje de Irán.
Fue ejecutado en la horca el 14 de enero de 2023. Su ejecución fue recibida con controversia y condena, particularmente por parte de figuras políticas británicas.

## Carrera
Fue miembro de la organización militar que implementó el alto el fuego de 1988 entre Irán e Irak y puso fin a la Guerra Irán-Irak en 1988.
Era considerado cercano al ministro de Defensa Ali Shamkhani, quien lo nombró viceministro de Defensa. 
Después de dejar el cargo, Akbari se mudó al Reino Unido, donde se convirtió en ciudadano con doble nacionalidad británicoiraní. Se ha alegado que se mudó en 2008.

### Arresto y cargos
Fue arrestado en 2019 durante una visita a Irán.  Los medios estatales iraníes publicaron un video el 12 de enero de 2023 que argumentaba que Akbari estuvo involucrado en el asesinato del principal científico nuclear de Irán, Mohsen Fakhrizadeh, asesinado en un ataque de 2020 en las afueras de Teherán. Akbari no confesó estar directamente involucrado en el complot, pero dijo que un agente británico le había pedido información sobre él. Más tarde, BBC publicó una supuesta grabación de la llamada telefónica de Akbari a su familia desde la prisión, en la que alega que le administraron drogas y sustancias químicas a la fuerza, lo mantuvieron en régimen de aislamiento durante períodos prolongados, lo obligaron a hacer repetidas confesiones grabadas y lo sometieron a tortura.
Fue acusado de proporcionar información a funcionarios británicos sobre 178 figuras iraníes, incluido Fakhrizadeh. Funcionarios iraníes afirmaron que Akbari trabajaba a través de una empresa privada que tenía contacto directo con institutos de investigación encabezados por funcionarios de inteligencia en Londres.

## Sentencia de muerte y ejecución
El 11 de enero, Mizan, el brazo de los medios estatales de Irán, anunció que Akbari había sido condenado a muerte. Antes de la ejecución, la agencia de noticias estatal de Irán, la Agencia de Noticias de la República Islámica (IRNA), anunció que la Corte Suprema de Irán había confirmado la sentencia de muerte de Akbari, declarando que se basaba en "pruebas fundamentadas".
El 14 de enero de 2023 se anunció la ejecución en la horca de Akbari. El informe de Mizan que anunciaba la ejecución no especificaba la fecha en que se llevó a cabo.

## Reacciones
En enero de 2023, el gobierno del Reino Unido creía que las acusaciones contra Akbari no eran ciertas y estaban destinadas a la negociación política. El ministro de Relaciones Exteriores británico, James Cleverly, negó las acusaciones contra Akbari y las calificó de "motivadas políticamente", y dijo que el encargado de negocios de Irán sería convocado por la ejecución para que los funcionarios británicos pudieran expresar su "disgusto por las acciones de Irán". Inteligentemente calificó la ejecución de Akbari de "bárbara" en una publicación de Twitter y dijo: "el régimen iraní ha demostrado una vez más su insensible desprecio por la vida humana. Esto no quedará sin respuesta.”  Antes de la ejecución, el gobierno del Reino Unido había instado a los funcionarios iraníes a no llevar a cabo la ejecución de Akbari.
El primer ministro del Reino Unido, Rishi Sunak, dijo que estaba "horrorizado por la ejecución" y publicó en Twitter que la ejecución de Akbari fue "un acto insensible y cobarde, llevado a cabo por un régimen bárbaro que no respeta los derechos humanos de su propio pueblo".
El presidente francés, Emmanuel Macron, expresó su solidaridad y condenó en Twitter la ejecución. Macron dijo: "La ejecución de Alireza Akbari es un acto despreciable y bárbaro. Su nombre se suma a una lista demasiado larga de víctimas de la represión y la pena de muerte en Irán. Solidaridad con el Reino Unido. Solidaridad con el pueblo iraní".
La organización de derechos humanos Amnistía Internacional calificó la ejecución de Akbari como "particularmente horrible" y como un "ataque abominable al derecho a la vida". Amnistía también solicitó que el gobierno del Reino Unido "investigue a fondo" las acusaciones de que Akbari fue sometido a torturas y malos tratos en prisión y "busque todas las vías para hacer que las autoridades iraníes rindan cuentas".